# Bernd-Jürgen Marschner
Bernd-Jürgen Marschner (* 20. Jahrhundert) ist ein deutscher Ruderer.
Marschner gewann 1961 bei den Ruder-Europameisterschaften in Prag Silber mit dem westdeutschen Ruder-Achter. Bei den Ruder-Weltmeisterschaften 1962 in Luzern gewann er im Ruder-Vierer eine Goldmedaille.